# Chuck Liddell
Charles David 'Chuck' Liddell (Santa Barbara, 17 december 1969) is een Amerikaans voormalig MMA-vechter. Hij was van april 2005 tot mei 2007 wereldkampioen lichtzwaargewicht (tot 93 kilo) bij de UFC. Eerder werd hij ook kampioen in dezelfde gewichtsklasse bij de IFC.

## Carrière
Liddell heeft een achtergrond in zowel kempo, karate en kickboksen als in worstelen en Braziliaans jiujitsu. Daarnaast behoorde hij tot het Americanfootballteam van zijn school. Hij debuteerde in mei 1998 in MMA, tijdens UFC 17. Hij won die dag op basis van een unanieme jurybeslissing van Noe Hernandez. Nadat hij zijn volgende partij ook op die manier won, liep hij in maart 1999 tegen zijn eerste nederlaag aan. Jeremy Horn versloeg hem die dag door middel van submissie (inverted arm-triangle choke).
Na zijn verlies tegen Horn, versloeg Liddell tien tegenstanders op rij, waaronder voormalig wereldkampioen zwaargewicht Kevin Randleman (op knock-out, KO) en latere kampioenen Murilo Bustamante en Vitor Belfort (beide via unanieme jurybeslissing). Hiermee verdiende hij op 6 juni 2003 voor het eerst een gevecht om een UFC-titel, die van interimkampioen in het lichtzwaargewicht. Randy Couture diende hem die dag echter zijn tweede nederlaag in zijn carrière toe. Na 2.39 minuten in de derde ronde stopte de scheidsrechter het gevecht (technisch knock-out, TKO).

### Wereldkampioen
Na zijn nederlaag tegen Couture, won Liddell weer drie van zijn volgende vier gevechten. Quinton Jackson versloeg hem in november 2003 op TKO, maar hij sloeg zelf zowel Alistair Overeem, Tito Ortiz als Vernon White knock-out. Hij verdiende daarmee in april 2005 opnieuw een titelgevecht, nu om de algehele UFC-titel lichtzwaargewicht, opnieuw tegen Couture. Ditmaal won Liddell. Hij sloeg zijn tegenstander na 2.06 minuten in de eerste ronde knock-out. Vervolgens verdedigde hij zijn titel tegen achtereenvolgens diezelfde Horn die hem in 1999 als eerste versloeg (TKO), tijdens een derde ontmoeting met Couture (KO), tegen Renato Sobral (TKO) en ook tijdens zijn tweede gevecht tegen Ortiz (TKO).
Liddell verloor de UFC-titel lichtzwaargewicht op 26 mei 2007 aan Quinton Jackson, die hem 3,5 jaar eerder ook als laatste versloeg. Het gevecht eindigde opnieuw in een TKO. Liddell vocht hierna nog vijf wedstrijden, waarvan hij er vier verloor. Dat waren er evenveel als tijdens de eerste 24 partijen van zijn MMA-carrière. Hij won nog van Wanderlei Silva (unanieme jurybeslissing), maar Keith Jardine (verdeelde jurybeslissing), Rashad Evans (KO), Mauricio Rua (TKO) en ten slotte Rich Franklin (KO) waren hem de baas. Liddell maakte in december 2010 bekend dat hij stopte met MMA.
Liddell keerde in november 2018 nog een keer terug in het strijdperk om het voor de derde keer in zijn carrière op te nemen tegen Tito Ortiz. Die sloeg hem deze keer in de eerste ronde van hun partij knock-out.

### The Ultimate Fighter
Liddell diende in zowel 2005 (seizoen 1) als 2010 (seizoen 11) als coach in het televisieprogramma The Ultimate Fighter. Daarin coachte hij selecties van MMA-vechters die het opnamen tegen soortgelijke selecties onder leiding van Couture (seizoen 1) en Ortiz (seizoen 11).

## Film en televisie
Liddell verscheen zowel tijdens als na het beëindigen van zijn MMA-carrière in verschillende films en televisieseries, in de meeste gevallen als zichzelf of een fictieve versie van zichzelf. Zo is hij te zien in onder meer films als Cradle 2 the Grave en Kick-Ass 2 en afleveringen van series als Blue Mountain State, Blade: The Series, Criminal Minds: Suspect Behavior, Hawaii Five-0 en Bones.